# François-Guillaume Ménageot
François-Guillaume Ménageot (Londra, 9 luglio 1744 – Parigi, 4 ottobre 1816) è stato un pittore francese.

## Biografia
Il padre Augustin Ménageot (1700-1784) fu un celebre mercante d'arte, consigliere di Denis Diderot. Il giovane François fu dapprima allievo di Jean-Baptiste Deshays, poi di Joseph-Marie Vien e infine di François Boucher (1703-1770), del quale adottò stile e gusto dei colori caldi. Ottenne il Prix de Rome nel 1766 con il suo Tomiride, regina dei Massageti, fa cadere la testa di Ciro in un vaso pieno di sangue (Parigi, École Nationale Supérieure des Beaux-Arts) e passò cinque anni nell'Accademia di Francia a Roma dal 1769 al 1774.

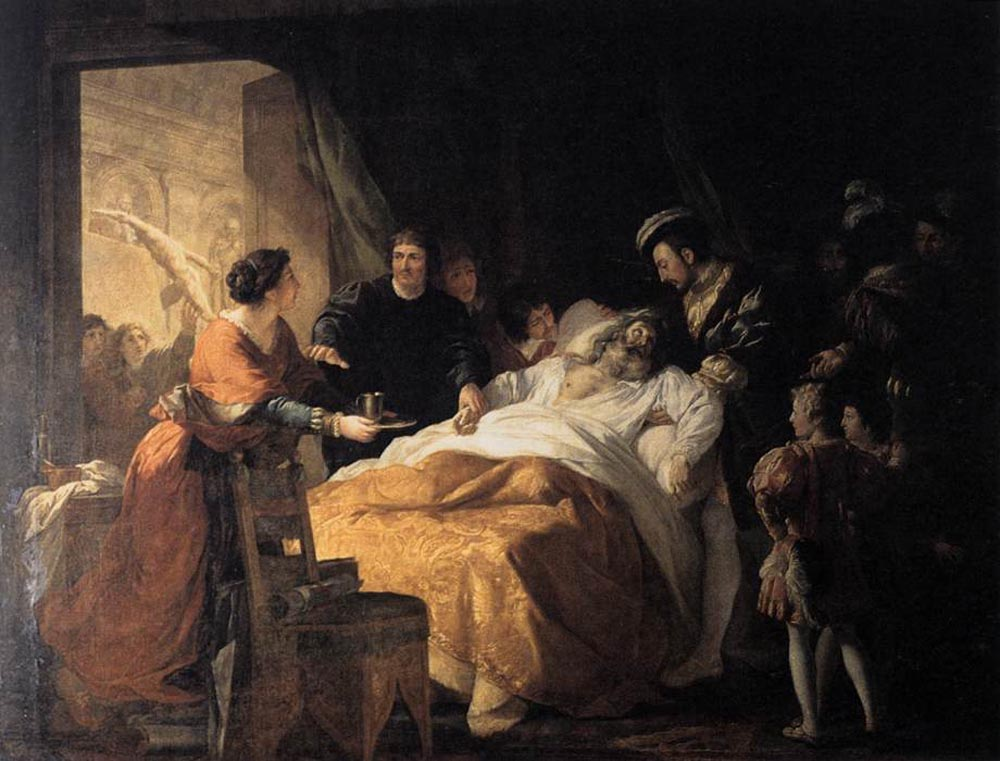
La morte di Leonardo, 1781

Nel 1777, Ménageot presentò per l'accettazione all'Académie Royale L'addio di Polissena a Ecuba (Chartres, Musée des Beaux-Arts) ma fu accettato solo nel 1780 con Lo studio ferma il tempo (Parigi, École Nationale Supérieure des Beaux-Arts). Al Salon del 1781 inviò il Leonardo da Vinci muore tra le braccia di Francesco I (oggi ad Amboise), che deriva dalla Morte di Germanico di Nicolas Poussin.
Nel 1787 fu nominato direttore dell'Accademia di Francia a Roma (preferito a David), posto che occupò fino al 1792, dal momento che fu soppresso nel novembre di quell'anno. Nel 1800 figurò tra i dieci migliori pittori francesi nella lista stilata da Jean-Baptiste-Pierre Le Brun su richiesta di Luciano Bonaparte e nel 1808 dipinse Il matrimonio del principe Eugène de Beauharnais con la principessa Amélie di Baviera (Versailles, Musée national du château et des Trianons). Decorato con la Legione d'onore, fu membro dell'Institut de France nel 1809.
François Guillaume Ménageot fece parte di quegli artisti che condussero la pittura francese al cosiddetto «Grand Genre», ossia alla pittura di storia, religiosa e mitologica che, secondo Félibien, dovrebbe avere il primato rispetto a ogni altro genere, rinnovandola con composizioni di grande formato orizzontale, ornamentazioni monumentali e colori freddi.
A Vicenza, nella Basilica di Monte Berico, si trova una sua tela.
Nel 1797 fu eletto Professore all'Accademia delle arti del disegno